# Boubacar Diallo
Boubacar Diallo (ur. 22 listopada 1954) – senegalski lekkoatleta, sprinter. Dwukrotny olimpijczyk, z Moskwy 1980 i Los Angeles 1984.
Uczestnik mistrzostw świata w 1983. Odpadł w półfinale biegu na 200 metrów. Brał także udział w eliminacyjnym biegu w sztafecie 4 × 400 metrów. Siódmy na uniwersjadzie w 1983 w biegu na 200 metrów.
Złoty i srebrny medalista mistrzostw Afryki w 1982, w biegach na 100 i 200 metrów.

## Letnie Igrzyska Olimpijskie 1980
- Zajął szóste miejsce w eliminacjach biegu na 100 metrów[8]
- Zajął czwarte miejsce w eliminacjach biegu na 200 metrów[9] i siódme w ćwierćfinale[10]
- Zajął szóste miejsce w eliminacjach biegu sztafetowego 4 × 100 m[11]

## Letnie Igrzyska Olimpijskie 1984
- Zajął czwarte miejsce w eliminacjach biegu na 400 metrów[12]
- Zdyskwalifikowany wraz z drużyną w eliminacjach biegu sztafetowego 4 × 400 m[13]

## Rekordy życiowe[14]
| Dystans | Wynik (s) | Miejsce  | Data            |
| ------- | --------- | -------- | --------------- |
| 100m    | 10.46     | Dakar    | 4 kwietnia 1981 |
| 200m    | 20.72     | Edmonton | 9 lipca 1983    |
| 400m    | 45.86     | Rieti    | 4 września 1983 |